# Centropyge venusta
Centropyge venusta är en fiskart som först beskrevs av Yasuda och Tominaga, 1969.  Centropyge venusta ingår i släktet Centropyge och familjen Pomacanthidae. IUCN kategoriserar arten globalt som livskraftig. Inga underarter finns listade i Catalogue of Life.